# Diocesi di Mideo
La diocesi di Mideo (in latino Dioecesis Midaënsis) è una sede soppressa del patriarcato di Costantinopoli e una sede titolare della Chiesa cattolica.

## Storia
Mideo, identificabile con Karaöyük nell'odierna Turchia, è un'antica sede episcopale della provincia romana della Frigia Salutare nella diocesi civile di Asia. Faceva parte del patriarcato di Costantinopoli ed era suffraganea dell'arcidiocesi di Sinnada.
La diocesi è documentata nelle Notitiae Episcopatuum del patriarcato di Costantinopoli fino al XII secolo.
Sei sono i vescovi documentati di Mideo. Epifanio fu tra i padri del concilio di Calcedonia nel 451. Giovanni prese parte al concilio di Costantinopoli riunito nel 536 dal patriarca Mena. Costantino partecipò al secondo concilio di Costantinopoli nel 553. Teodoro era presente al concilio detto in Trullo nel 692. Giorgio assistette al secondo concilio di Nicea nel 787. Metodio fu tra i padri del concilio di Costantinopoli dell'879-880 che riabilitò il patriarca Fozio di Costantinopoli.
Dal 1933 Mideo è annoverata tra le sedi vescovili titolari della Chiesa cattolica; la sede è vacante dall'8 gennaio 1980.

## Cronotassi

### Vescovi greci
- Epifanio † (menzionato nel 451)
- Giovanni † (menzionato nel 536)
- Costantino † (menzionato nel 553)
- Teodoro † (menzionato nel 692)
- Giorgio † (menzionato nel 787)
- Metodio † (menzionato nell'879)

### Vescovi titolari
- Rosario L. Brodeur † (24 maggio 1941 - 27 luglio 1941 succeduto vescovo di Alexandria)
- Jean-Liévin-Joseph Sion, M.E.P. † (23 dicembre 1941 - 19 agosto 1951 deceduto)
- Ernesto Çoba † (21 gennaio 1952 - 8 gennaio 1980 deceduto)